# كيني وايت
كيني وايت (بالإنجليزية: Kenny White)‏ هو مغن مؤلف أمريكي، ولد في 1950.

## وصلات خارجية
- كيني وايت على موقع ميوزك برينز (الإنجليزية)
- كيني وايت على موقع أول ميوزيك (الإنجليزية)
- كيني وايت على موقع ديسكوغز (الإنجليزية)